# Kornis Elemér (hírlapíró)
Kornis Elemér (tót-váradi, Tóthváradi; Arad, 1866. október 24. – Budapest, 1927. december 21.) jogvégzett magyar hírlapíró.

## Élete
Kornis Pál és Király Ilona házasságából született 1866. október 24-én Aradon. Alig 19 évesen, 1885-ben lépett be szülővárosában az akkor alakult Aradi Közlöny szerkesztőségébe és mint belső munkatárs, egy évet töltött a lapnál. Már abban az időben megkezdte az anyaggyűjtést A Kornis család eredete és története című munkájához. A lapba főleg tárcákat, rajzolatokat, kisebb elbeszéléseket írt; később publikálta némely írásait az Arad és Vidéke (pl. Levélhullás című tárcacikkét az 1886. évi 297. szám), a Vasárnapi Ujság, az aradi Alföld, a Gombostű és a Magyar Gazdasszonyok Lapja (1884–1890 közt több ízben is). 1898. október 2-ával a Közvélemény – társadalmi és kritikai szemle című lap főszerkesztőjévé nevezték ki. 

## Művei
- Az oláh kérdés eredete és története. Budapest, 1902.